# Thomas Weil
Thomas Weil (* 21. Juli 1944 in Garmisch-Partenkirchen) ist ein deutscher Architekt, Designer und Künstler mit dem Thema Ornament.

## Leben
Weil ist der Sohn des Kunstmalers Professor Ernst Weil und der Bildhauerin Annemarie Adam aus der Münchner Künstlerdynastie Adam und Adoptivsohn der Künstlerin Marie Luise Heller. Er studierte an der Technischen Universität München von 1964 bis 1970 Architektur, war Hilfsassistent von Josef Adolf Schmoll genannt Eisenwerth, mit dem er bis zu dessen Tod 2011 befreundet war und Schüler von Gerhard Weber. In der Studentenbewegung der 68er Jahre war er einer der führenden Studenten an der Technischen Universität München.
Der US-amerikanische Architekt Louis I. Kahn, mit dem Thomas Weil freundschaftlichen Kontakt pflegte, prägte mit seiner konzeptionellen Geometrisierung seine ersten zehn Berufsjahre. Seit 1974 entwickelte er systematisch ein neues geometrisches Ornament, begleitet von Studienreisen zu Kulturstätten des Perserreichs, Ägypten, Türkei und in das islamische Spanien. Interieurs, Fassaden und bildende Kunst boten die Brücke des neuen Ornaments zu Architektur, Design und Kunst. Professor Heinrich Klotz, der Begründer des Zentrum für Kunst und Medientechnologie in Karlsruhe, würdigte als erster seine Arbeit und stellte ihn 1985 – initiiert durch die gemeinsame Freundschaft zu Hassan Fathy – im Deutschen Architekturmuseum aus. Die Ornament-Renaissance Mitte der 1990er Jahre bot Verbindungen von Ornament zu Kunst am Bau. In der Galerie Aedes (Westberlin) wurden 1998 noch Simulationen gezeigt, für den Katalog schrieb der Architekt Daniel Libeskind das Vorwort. Ab dato entstand eine Zusammenarbeit mit Architekten, vor allem mit Dörte Gatermann in Köln. Die realisierten Projekte wurden gemeinsam mit den geometrischen Konzepten in Kooperation mit Claudia Weil 2004 im Buch Ornament in Architektur, Kunst und Design, im Münchner Callwey Verlag veröffentlicht. Seither entwickelt Thomas Weil neues florales und minimalistisches Ornament. Aus der jahrzehntelangen Verbindung von Praxis und Lehre in Kunst, Design und Architektur hat Thomas Weil eine Grundlehre, eine Systematik und eine ganzheitliche Sicht für das für Ornament entwickelt. Er hält national und international Lehrveranstaltungen und Vorträge und ist Dozent an der Münchner Akademie für Gestaltung und Design für das Fach Ornament.

## Werke (Auswahl)

### Kunst
Als Künstler am Bau gestaltete Thomas Weil Fassaden und Wänden, seine Ornamente finden sich an den Gebäuden von CNW Augsburg, outside the box, Augsburg, Ernst & Young München, Grundschule Günzburg, RömerMuseum im Archäologischen Park Xanten, Colorium Düsseldorf, TSV Friedberg, Conny’s Come in Viersen, Hafenamt Köln; Karstadt Gütersloh; Europ. Patentamt München; Praxis Klinik Köln; Tanzstudio No Limit Berlin; Technisches Rathaus Chemnitz und der Postbank Köln,. Sein künstlerisches Schaffen umfasst außerdem über 300 Ölbilder, Plastiken und Reliefs.

### Architektur
Thomas Weil gestaltete Interieurs in den Münchner Niederlassungen des CH Beck Verlag, sowie bei Lauterbach+Flint. In Zusammenarbeit mit K. Schlamminger war er an der Ausgestaltung des Ismaili Centre in London beteiligt. Seine Ornamente sind außerdem an den Fassaden des Hauses Wacker (Wacker Chemie) und des Hauses Seerose in München zu sehen. Im Bereich Denkmalpflege engagierte er sich bei der Altstadtsanierung in Friedberg. Er arbeitete außerdem am Kloster Weltenburg in Ettal, der Burg Hof am Regen sowie an Kirchen in Ettal, Aufhausen, Klardorf, Taufkirchen, Vohburg und in der Fischergasse in Freising.

### Design
Als Designer entwarf er Messestände für Maltzahn Carpets+Orac+Omexco Orgatec, Maltzahn Carpets, Domotex, Brillux, Callwey Farbe, CH Beck Verlag Bauhow, und Umwelt 83 für Ausstellungen in München, Hannover und Nürnberg. Seine Designs finden sich auf Kollektionen von Maltzahn Carpets, Anker, Vorwerk, Tankard, Reim Interline, Leutenmayer, AWS, V&B, Lipp Keramik, Z_Kollektion und der Ausstattung des Beck Verlag.

## Preise
- Lärmschutzbebauung Cheruskerwg Frankfurt a. M. (1. Platz)
- Plätze Friedberg, (2. Platz)
- Jugendhotel und Kindertagesstätte München (1. Preis)
- Kulturzentrum Wasserschloss Loifling (2. Preis)
- Tagungshotel Schlossberg Landsberg (1. Preis)
- Glasstein (1. Preis)
- Haus Herter mit H. Zeitler (2. Preis)
- Architekturpreis von StadtBauKultur NRW für den Umbau des Karstadt-Gebäudes in Gütersloh – Weils Beitrag ist die von Linienornamenten in den Glasplatten und deren Aluminiumhalterungen geprägte Außenfassade.[4]

## Publikationen
- Zahl und Proportion in geometrischen Mustern, RHOK Brüssel 1979
- Geometrie, Ornament und Askese, Galerie Billie Strauß, Stuttgart 1991; Vorwort: B. Holeczek, Wilhelm Hack Museum Ludwigshafen
- Schossig, Damaschke, Scheffer: Arztpraxen, Verlagsanstalt Alexander Koch, 1995
- Platzierte Kunst, Botho-Graef-Kunstpreis der Stadt Jena, Kulturamt Jena 1996
- Raum Plastik Zeichnung, Galerie Ch. Schübbe, Düsseldorf 1997 mit Beiträgen von E. Schossig, Ch. Schübbe, T. Weil
- Neues geometrisches Ornament für Architektur und Kunst. Galerie Aedes East Berlin, 1998 mit Beiträgen von D. Libeskind und T. Weil
- Ornament, Wilhelm Hack Museum, Ludwigshafen, 1999
- Claudia und Thomas Weil: Ornament in Architektur, Kunst und Design, 2004 Callwey München, deutsch und englisch, ISBN 3-7667-1619-0
- Claudia und Thomas Weil: Geometric Ornament in Architecture, Art and Design, Schiffers Pub. 2009, USA, ISBN 0-7643-3379-8
- Gatermann + Schossig. Raum Kunst Technik. Space Art Technologie, Birkhäuser Verlag, Basel/Boston/Berlin 2009
- Thomas Weil; Heinz Schütz; Manuel Will: New Grammar of Ornament. Lars Müller Publishers, Zürich, ISBN 978-3-03778-653-6 (englisch).